# Edaphon
Als Bodenlebewesen oder Edaphon (von griechisch edaphos „Erdboden“) wird die Gesamtheit der im Boden lebenden Organismen (Bodenorganismen und Bodenmikroorganismen) bezeichnet. Im Gegensatz dazu bedeutet das zugehörige Adjektiv edaphisch „den Boden betreffend“ oder „die ökologische Wirkung des Bodens betreffend“ (siehe Bodenkunde).

## Einteilung

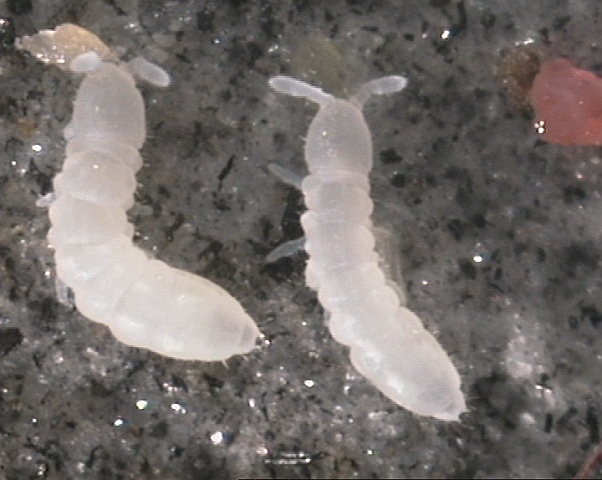
In den Bodenporen lebende (euedaphische) Springschwänze, hier Protaphorura armata, sind wenig pigmentiert oder völlig weiß.

Bei Bodenlebewesen unterscheidet man herkömmlich pflanzliche (Bodenflora) und tierische (Bodenfauna). Im Boden leben zahlreiche ein- oder wenigzellige eukaryotische Mikroorganismen, die Protisten. Protisten wurden früher meist als Tiere aufgefasst, sofern sie beweglich sind und keine Photosynthese betreiben. Sie werden gegenwärtig in der Regel nicht mehr dem Tier- oder Pflanzenreich zugeordnet. Pilze, aber auch Prokaryoten wurden traditionell dem Pflanzenreich zugeordnet, diese Zuordnung entspricht aber ebenfalls nicht dem natürlichen System und hat nur noch historische Bedeutung.
Je nach Lebensraum wird zusätzlich unterteilt in:
- hyperedaphisch – in Krautschicht lebend
- epedaphisch/epigäisch – in Streuschicht lebend
- hemiedaphisch/hypogäisch – in Humusschicht lebend
- euedaphisch/endogäisch – im (Ober)boden lebend

## Bodenflora
Die Bodenflora besteht unter anderem aus Pilzen, Algen, Bakterien und Flechten. Gerade Bakterien ernähren sich überwiegend von abgestorbener, organischer Substanz. Der Bodenflora kommt durch diese Humifizierung und Mineralisierung des organischen Materials eine wichtige Aufgabe innerhalb des Ökosystems zu. Pflanzenwurzeln gehören nicht zur Bodenflora.
In Anlehnung an den Begriff Nanoplankton bezeichnete Francé die autochthone Mikroflora als Nanedaphon. Dieses enthält unterschiedliche Stäbchen-, Keulen- und Kokkenformen, die vielleicht zyklisch wechseln, aber in allen irdischen Klimata übereinstimmend vorhanden sind. Es handelt sich um eine „Tiefenform“ des Edaphons, da diese Mikroflora am wenigsten licht- und luftbedürftig ist und oft noch in Metertiefen gefunden wird.

## Bodenfauna
Genauso wie der Bodenflora kommt auch der Bodenfauna durch die Zerkleinerung und Zersetzung von abgestorbenen Pflanzenresten und Tierleichen eine wichtige Rolle zu. Insbesondere Bodenkriecher und -wühler sorgen für Durchmischung, Durchlüftung und Lockerung des Bodens.
Unterteilung nach Größe:
- Mikrofauna (< 0,2 mm): Amöben, Ciliaten, Fadenwürmer
- Mesofauna (< 2 mm): Milben, Springschwänze
- Makrofauna (< 20 mm): Asseln, Spinnen, Regenwürmer, Käfer und andere Insekten
- Megafauna (> 20 mm): Wirbeltiere wie Maulwürfe, Wühlmäuse und Spitzmäuse

Die Mikrofauna übernimmt die Funktion der Mineralisierung. Die Mesofauna sorgt für kleinräumige Bioturbation, Streufragmentierung und Bioakkumulation. Makro- und Megafauna sorgen für großräumige Bioturbation, Streufragmentierung und Aggregatsbildung. Alle Bestandteile der Bodenfauna fördern darüber hinaus die mikrobielle Aktivität.
Unterteilung nach dem typischen Bewegungsverhalten:
- Bodenhafter
- Bodenschwimmer
- Bodenkriecher
- Bodenwühler

## Zusammensetzung
Die Gesamtheit der im Boden lebenden Organismen spielt beim Kompostierungsprozess eine wichtige Rolle. Die folgenden Werte sind nur Näherungen und können je nach Art des Bodens schwanken:
- 40 % Bakterien, insbesondere Actinomyceten
- 40 % Algen und Pilze
- 12 % Regenwürmer
- 5 % übrige Makrofauna: Gastropoda, Arachnida …
- 3 % übrige Mikrofauna: Nematoden, Milben, Collembolen …